# جاده ای۱ (بریتانیا)
جاده آ-۱ (به انگلیسی: A1 road) طولانی‌ترین جاده در کشور بریتانیا است.
این جاده که از پایتخت انگلیس لندن شروع شده در ادینبرو پایتخت اسکاتلند به پایان می‌رسد و مسافت آن ۶۶۰ کیلومتر (۴۱۰ مایل) است. جادهٔ مذکور از شهرهای مهمی چون دونکستر - یورک - لیدز - دورهام و نیوکسل رد می‌شود.
آ-۱ در سال ۱۹۲۱ توسط وزارتخانهٔ حمل و نقل طراحی شده‌است و دنباله رو جاده تاریخی شمالی بزرگ می‌باشد.
بخش‌های زیادی از جاده با استانداردهای اتوبان ارتقا یافته‌است.

## تاریخچه
در سیستم جدید شماره گذاری جاده ای این جاده آخرین جاده ساخته شده بین شمال و جنوب است.

## سرویس‌های کنار جاده
- Washington Northbound and Southbound
- Scotch Corner Southbound Also Connected to A66
- Wetherby Southbound
- (Ferrybridge Northbound (Also Connected to M62
- Blyth
- (Gonerby Moor (Grantham
- Markham Moor
- Baldock
- (Peterborough (not 24h
- Durham